# Oberamt Cannstatt
Das Oberamt Cannstatt war ein ab 1818 dem Neckarkreis zugeordneter württembergischer Verwaltungsbezirk. Nachdem bereits 1905 die Amtsstadt selbst mit Stuttgart vereinigt worden war und später noch weitere Gemeinden nach Stuttgart eingemeindet worden waren, erfolgte zum 1. Oktober 1923 die Auflösung des Oberamts. Dabei fielen die verbliebenen Gemeinden an die Oberämter Waiblingen, Eßlingen und das Amtsoberamt.

## Geschichte

Oberamt Cannstatt, Gebietsstand 1813, mit den früheren Herrschafts- und Ämtergrenzen

Bereits im 14. Jahrhundert war die Stadt Cannstatt Hauptort einer württembergischen Vogtei, die das Stammland rund um die Burg Wirtemberg umfasste. Dem hieraus entstandenen Amt, ab 1758 Oberamt, wurden ab 1806 weitere Orte eingegliedert.

### Ehemalige Herrschaften
Die Bestandteile des Oberamts gehörten im Jahr 1800 zu folgenden Herrschaften:
- Herzogtum Württemberg:
 Der größte Teil des Gebiets zählte zum weltlichen Amt Cannstatt, das auch den rentkammerlichen Ort Hofen mitverwaltete. Zum Kammerschreibereigut gehörten Zazenhausen (Stabsamt Stammheim), Stetten im Remstal und Schanbach.
- Domkapitel Augsburg:
 Das Dorf Oeffingen, bei der Säkularisation 1803 an Bayern gefallen, kam 1810 per Staatsvertrag zu Württemberg.
- Reichsritterschaft:
 Beim Ritterkanton Kocher der schwäbischen Ritterschaft war die Herrschaft Mühlhausen der Freiherren von Palm immatrikuliert.

## Gemeinden
Folgende Gemeinden waren 1832 dem Oberamt unterstellt:
| Nr. | frühere Gemeinde            | Einwohner evang. | kath. | heutige Gemeinde  |
| --- | --------------------------- | ---------------- | ----- | ----------------- |
| 1   | Canstatt 1                  | 3965             | 37    | Stuttgart         |
| 2   | Felbach 2                   | 2729             | –     | Fellbach          |
| 3   | Hedelfingen                 | 1169             | –     | Stuttgart         |
| 4   | Hofen                       | 3                | 663   | Stuttgart         |
| 5   | Mühlhausen mit Viesenhausen | 766              | 2     | Stuttgart         |
| 6   | Münster                     | 498              | –     | Stuttgart         |
| 7   | Ober-Türkheim 6             | 832              | –     | Stuttgart         |
| 8   | Oeffingen                   | 1                | 876   | Fellbach          |
| 9   | Roracker 3                  | 651              | 1     | Stuttgart         |
| 10  | Rommelshausen               | 1302             | –     | Kernen im Remstal |
| 11  | Rotenberg                   | 602              | –     | Stuttgart         |
| 12  | Schanbach mit Lobenroth     | 423              | 2     | Aichwald          |
| 13  | Schmiden                    | 795              | –     | Fellbach          |
| 14  | Sillenbuch                  | 360              | –     | Stuttgart         |
| 15  | Stetten                     | 1941             | 2     | Kernen im Remstal |
| 16  | Uhlbach                     | 1003             | –     | Stuttgart         |
| 17  | Unter-Türkheim 5            | 2035             | 5     | Stuttgart         |
| 18  | Wangen                      | 1245             | 2     | Stuttgart         |
| 19  | Zatzenhausen 4              | 351              | 1     | Stuttgart         |
|     | Summe                       | 20671            | 1591  |                   |

### Änderungen im Gemeindebestand seit 1813

Gemeinden und Markungen um 1860

1826 wurde die 1822 selbständig gewordene Gemeinde Lobenrot wieder nach Schanbach eingemeindet.
1905 wurden Cannstatt, Untertürkheim und Wangen nach Stuttgart eingegliedert; 1922 folgten Obertürkheim und Hedelfingen.
1923 wurde das Cannstatter Oberamt aufgehoben und die verbliebenen 14 Gemeinden wie folgt verteilt:
- Rotenberg, Schanbach, Uhlbach kommen zum Oberamt Eßlingen,
- Fellbach, Oeffingen, Rommelshausen, Schmiden, Stetten im Remstal kommen zum Oberamt Waiblingen,
- Hofen, Mühlhausen, Münster, Rohracker, Sillenbuch, Zazenhausen kommen zum Amtsoberamt Stuttgart.

## Amtsvorsteher
- 1810–1816: Karl August Eccard
- 1816–1823: Johann Mathias von Becher
- 1823–1831: Gotthold Karl Georg von Ströhlin
- 1831–1837: Ludwig August von Gärttner
- 1837–1849: Leo von Reischach
- 1850–1877: Heinrich Friedrich Carl Kegelen
- 1877–1894: Andreas Rath
- 1894–1903: Adolf von Nickel
- 1903–1919: Max Nick
- ab 1919: Ernst Mäulen (ohne Dienstantritt)